# Dalarna
Dalarna (Dalarnas län) je kraj a provincie ve středním Švédsku. Sousedí s kraji Uppsala, Jämtland, Gävleborg, Västmanland, Örebro a Värmland a také s norskými kraji Innlandet a Trøndelag na západě. Hlavním městem kraje je Falun. Rozloha Dalarny činí 29 086 km² a žije v ní okolo 270 000 obyvatel.

## Popis
Název Dalarna znamená doslova „doliny“. Kraj je převážně lesnatý, s vnitrozemským podnebím, severozápadní část je hornatá (nejvyšším vrcholem je Storvätteshågna s 1204 metry), na jihu leží region Bergslagen známý těžbou kovů, bývalé doly okolo Falunu jsou chráněny jako Světové dědictví. V Dalarně se nachází přes šest set jezer, největším je Siljan. Díky nepoškozené přírodě a rázovitému folklóru je Dalarna oblíbenou turistickou destinací. Provozují se zimní sporty, nejznámější akcí je Vasův běh. Typickým rukodělným výrobkem jsou malovaní dřevění koně dalahäst.
Dalarna je součástí historického Svealandu. V roce 1434 zde vypuklo velké povstání horníků, které vedl Engelbrekt Engelbrektsson a jejím důsledkem bylo odtržení Švédska od Kalmarské unie. Dosud užívaný dialekt se nazývá dalmål a tvoří přechod mezi švédštinou a norštinou.

## Geografie
Severní část provincie leží ve Skandinávském pohoří: hornatý kraj s mnoha jezery vytvořenými ledovci. Jižní část tvoří roviny s několika doly, především na měď, které tradičně tvoří součást Bergslagenu.
Nejvyšším bodem je hora Storvätteshågna, vysoká 1 204 m n. m. Nejnižší bod leží v nadmořské výšce 55 metrů v jihovýchodní části.
Ve střední části Dalarny se nachází jezero Siljan a zdrojnice Västerdal a Österdal vytváří řeku Dalälven. Druhým největším jezerem Dalarny je Runn, které leží mezi Falunem a Borlänge. Jezero s rozlohou 66,6 km² a více než padesáti ostrovy je častým turistickým cílem. 

## Obce

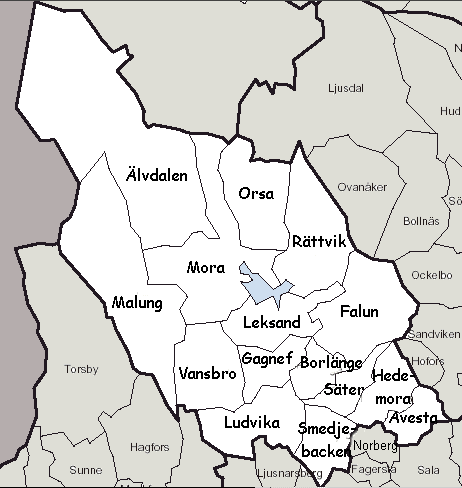
Obce kraje Dalarna

- Avesta
- Borlänge
- Falun
- Gagnef
- Hedemora
- Leksand
- Ludvika
- Malung-Sälen
- Mora
- Orsa
- Rättvik
- Smedjebacken
- Säter
- Vansbro
- Älvdalen

## Sídla podle počtu obyvatel
| #  | Oblast       | Populace |
| -- | ------------ | -------- |
| 1  | Borlänge     | 41 734   |
| 2  | Falun        | 37 291   |
| 3  | Avesta       | 14 506   |
| 4  | Ludvika      | 14 498   |
| 5  | Mora         | 10 896   |
| 6  | Hedemora     | 7 273    |
| 7  | Leksand      | 5 934    |
| 8  | Orsa         | 5 308    |
| 9  | Malung       | 5 126    |
| 10 | Smedjebacken | 5 100    |
| 11 | Rättvik      | 4 686    |
| 12 | Säter        | 4 429    |
| 13 | Grängesberg  | 3 481    |
| 14 | Insjön       | 2 149    |
| 15 | Vansbro      | 2 026    |
| 16 | Mockfjärd    | 1 937    |
| 17 | Bjursås      | 1 839    |
| 18 | Grycksbo     | 1 825    |
| 19 | Älvdalen     | 1 810    |
| 20 | Långshyttan  | 1 671    |
| 21 | Dala-Järna   | 1 413    |
| 22 | Djurås       | 1 278    |
| 23 | Siljansnäs   | 1 268    |
| 24 | Svärdsjö     | 1 251    |
| 25 | Vikarbyn     | 1 171    |
| 26 | Horndal      | 1 114    |
| 27 | Ornäs        | 1 068    |
| 28 | Gagnef       | 1 049    |

## Symboly
Kraj Dalarna získal svůj znak po provincii Dalarna. Pokud je znak zobrazen s královskou korunou, reprezentuje krajskou správní radu. 